# Krystyna Bednarczyk
Krystyna Bednarczyk (ur. 12 kwietnia 1923 w Warszawie, zm. 29 kwietnia 2011 w Londynie) – polska poetka emigracyjna. Odznaczona Krzyżem Kawalerskim Orderu Odrodzenia Polski.

## Życiorys
Po ukończeniu liceum ogólnokształcącego studiowała malarstwo. W czasie II wojny światowej była żołnierzem AK. Od 1946 mieszkała w Wielkiej Brytanii. Po wojnie wraz z mężem Czesławem Bednarczykiem założyli londyńskie wydawnictwo – Oficyna Poetów i Malarzy, znane wśród Polonii. Dzięki ich determinacji przetrwało dziesięciolecia i zasłużyło się polskiej kulturze, gdyż wśród Polaków pozostających po wojnie na emigracji byli poeci i pisarze, którzy nie mieli możliwości wydawania na obcej ziemi swoich polskojęzycznych książek.
Jako poetka debiutowała w 1951 na łamach miesięcznika „Kultura” (Paryż). Wydała trzy tomiki poezji, w 1978 Obmowy świtów, w 2000 Niedocałowane Szczęście oraz w 2005 Wiersze Wybrane. Wszystkie tomiki ukazały się drukiem Oficyny Poetów i Malarzy w Londynie.
Od 2005 pełniła funkcję przewodniczącej Związku Pisarzy Polskich na Obczyźnie (Londyn). Była członkinią zespołu redakcyjnego „Pamiętnika Literackiego”.
Od 2014 jest przyznawana Nagroda Poetycka im. Krystyny i Czesława Bednarczyków.